# Fox Factory
Fox Factory, anciennement Fox Racing Shox, est une entreprise américaine spécialisée dans la conception de systèmes de suspension et d'amortissement pour véhicules tout-terrain.
L'entreprise, fondée en 1977 par Bob Fox, est issue de la scission avec Fox Head, spécialisée dans l'équipement de sports extrêmes et gérée par son frère Geoff Fox.

## Histoire
En 1974, les deux frères Bob et Geoff Fox possédaient une petite entreprise spécialisée dans les pièces pour motocross nommée Moto-X Fox. Bob Fox concevait des systèmes de suspension dans la branche FOX Air Shox de l'entreprise.
En 1977, la décision est prise de diviser Moto-X Fox en deux entreprises distinctes : Fox Factory, concepteur des pièces de suspension et Fox Racing (l'actuel Fox Head Inc.), qui se concentre sur les équipements de protection et les vêtements de sports extrêmes.
En janvier 2008, Fox Factory est acquis par le fonds d'investissement Compass Diversified pour 80 millions de dollars.
En août 2013, l'entreprise est introduite en bourse, avec la vente de 9 857 143 actions au prix initial de 15 dollars par action. Les actions sont cotées au NASDAQ sous le symbole "FOXF".
En février 2024, le cabinet d’avocats Rosen Law Firm initie une action collective contre Fox Factory. Les plaignants accusent l’entreprise d’avoir fait des déclarations erronées et d’avoir omis des informations concernant la demande pour ses produits ainsi que les niveaux de stock, entre mai 2021 et novembre 2023. Ces pratiques auraient masqué une dégradation de la situation financière de l’entreprise, entraînant une baisse significative de la valeur des actions.

### Acquisitions
Depuis son entrée en bouse, l'entreprise tente de se diversifier en acquérant des entreprises dans le domaine du sport et des loisirs :
- Race Face et Easton Cycling, deux marques de composants de vélo, achetées en 2014 pour 30 millions de dollars[8] ;
- Marzocchi, un fabricant de suspensions pour vélos et motos, acheté en 2015[9] ;
- Ridetech, un fabricant de suspensions pour muscle car et voitures de course, acheté en 2019 pour environ 14 millions de dollars[10] ;
- SCA Performance, un fabricant de véhicules spécialisé dans les SUV et les camions légers, acheté en 2020 pour 328 millions de dollars[11] ;
- Custom Wheels House, un fabricant de pneus tout-terrain, acheté en 2022 pour environ 131 millions de dollars[12] ;
- Marucci Sports, un fabricant de battes et de gants de baseball, acheté en 2023 pour 572 millions de dollars[13].

## Données financières

### Actionnaires
En août 2024, Fox Factory est détenu à 70,43% par des investisseurs institutionnels, à 0,73% par des particuliers et ne paie pas de dividendes.
| Actionnaire                                      | %      |
| ------------------------------------------------ | ------ |
| BlackRock Advisors LLC                           | 15,65% |
| Vanguard Fiduciary Trust Co.                     | 11,09% |
| Kayne Anderson Rudnick Investment Management LLC | 9,956% |
| Fidelity Investments Canada ULC                  | 4,036% |

### Finances
| Donnée/Année            | 2019  | 2020  | 2021  | 2022  | 2023  |
| ----------------------- | ----- | ----- | ----- | ----- | ----- |
| Chiffre d'affaires (CA) | 751   | 890,6 | 1 299 | 1 602 | 1 464 |
| Résultat d'exploitation | 121,8 | 133,8 | 227,9 | 277,9 | 212,5 |
| Marge opérationnelle    | 15,0% | 14,0% | 15,1% | 15,3% | 10,9% |
| Résultat net            | 93,03 | 90,67 | 163,8 | 205,3 | 120,8 |
| Marge bénéficiaire      | 12,3% | 10,1% | 12,6% | 12,8% | 8,25% |